# 亚诺什豪尔毛区
亚诺什豪尔毛区（匈牙利語：Jánoshalmai járás），是匈牙利巴奇-基什孔州的一个区，总面积439.03平方公里，总人口17,341人（2011年），人口密度39人/平方公里。中心城市为亞諾什豪爾毛。

## 市镇
亚诺什豪尔毛区包含两个城镇和3个村庄。